# 緑の象
『緑の象』（みどりのぞう、露原題: Зелёный слоник、ラテン文字転写: Zelyonyy slonik、英題: The Green Elephant）は、ロシアのスベトラーナ・バスコバが監督した1999年のアートハウスホラー映画。非常に暴力的で性的なシーンのため、開封当時のロシアでは限定的な上映のみが可能であり、結局上映と配給はロシア内で全面禁止された。バスコバ監督は、インタビューでこの映画がチェチェン戦争に対する抗議を含んでいると述べた。